# Richard Holmes (Jazzmusiker)
Richard Arnold „Groove“ Holmes (* 2. Mai 1931 in Camden, New Jersey; † 29. Juni 1991 in St. Louis) war ein US-amerikanischer Jazzorganist des Hard Bop und Soul Jazz. Er gilt als Vorbereiter des Acid Jazz.

## Werdegang
Richard Holmes erschien in den frühen 1960er Jahren in der Jazzszene; sein erstes Album nahm er für das Label Pacific Jazz Records mit dem Gastsolisten Ben Webster im März 1961 auf. Er setzte sich sofort mit seinem unnachahmlichen Stil durch. Er war ein empfänglicher geradliniger und warmer Spieler und war um Philadelphia und das südliche New Jersey lokal erfolgreich, bis er mit einem Vertrag bei Pacific Jazz in den ganzen USA Aufmerksamkeit erregte. Einzelne als Single ausgekoppelte Aufnahmen wie Erroll Garners Misty erwiesen sich als sehr erfolgreich.
Sein Klang war in den oberen Stimmlagen sofort erkennbar, und ebenso wegen der einfallsreichen Erfindungen seiner Basslinien, die schnell, akzentuiert und rhythmisch pulsierend waren. Er wechselte stilsicher vom rauesten Blues bis zur gefühlvollen Ballade, war „soulful“ und „groovte“.
Er nahm mehrere Alben im Trio mit Gastsolisten auf, wie Joe Pass oder mit Big Bands, und obwohl er eine eher kurze Zeitspanne für Aufnahmen zur Verfügung hatte, gilt er als einer der Stars unter den bemerkenswerten Jazzorganisten Jimmy Smith, Jimmy McGriff und Brother Jack McDuff. Er nahm viele Alben für Pacific Jazz, Prestige Records, Groove Merchant und Muse Records auf.
Besonders unter der afroamerikanischen Bevölkerung war er beliebt. Mit dem Organisten Jimmy McGriff lieferte er sich Orgel battles und machte mit ihm erfolgreiche als Single ausgekoppelte Aufnahmen im Duo. In den frühen 1970er Jahren wendete er sich mehr den Keyboards und mehr Fusion-orientierter Musik zu. Die Orgel rückte wieder in den 1980er Jahren bei seinen Aufnahmen für Muse in den Mittelpunkt. Bis zu seinem Tod 1991 lieferte er weiterhin anspruchsvollen Souljazz, so mit Houston Person für Muse.
Eines seiner letzten Konzerte gab er 1991 auf dem Chicago Blues Festival mit seinem Freund, dem Sänger Jimmy Witherspoon, mit dem er langjährig zusammengearbeitet hatte.

## Popkulturelle Einflüsse
Das sich zur Zeit von Holmes’ Tod in Vorbereitung befindende Album Check Your Head (1992) der Beastie Boys enthält einen Instrumentaltitel namens Groove Holmes.

## Auswahldiskografie
- After Hours (Pacific Jazz Records (1961)
- Groovin’ With Jug (Pacific Jazz Records) (1961))
- "Live at the Front Room" (Prestige Records)
- Soul Message (Prestige) (1965)
- Spicy (1966) (mit Ivan „Boogaloo Joe“ Jones)
- Super Soul (1967)
- That Healin' Feelin′ (1968)
- Night Glider (1973)
- New Groove (1974)
- Broadway (1980)
- Swedish Lullaby (1984)
- Blues All Day Long (1988)
- Hot Tat (1989)
- Groove’s Groove (1991)